# أيزاياه وليامز
أيزاياه وليامز (بالإنجليزية: Isaiah Williams)‏ هو لاعب كرة قدم أمريكية أمريكي، ولد في 30 يناير 1987 في ممفيس في الولايات المتحدة.

## وصلات خارجية
- أيزاياه وليامز على موقع مرجع كرة القدم المحترفة.كوم (الإنجليزية)